# Eri Hozumi
Eri Hozumi (穂積 絵莉, Hozumi Eri), née le 17 février 1994 à Kanagawa, est une joueuse de tennis japonaise, professionnelle depuis 2012.

## Carrière
Eri Hozumi remporte son premier titre WTA en double en 2016 au tournoi de Katowice avec sa compatriote Miyu Kato.
Le 27 mai 2019, elle atteint son meilleur classement en double à la 28e place.
Toujours avec Miyu Kato, elle atteint les demi-finales de l'Open d'Australie 2017. Puis, avec sa compatriote Makoto Ninomiya, elle parvient en finale de Roland-Garros 2018.
En carrière, elle a remporté 6 titres WTA en double dont 3 sur la seule année 2022.

## Palmarès

### Titres en double dames
| No | Date       | Nom et lieu du tournoi                          | Catégorie | Dotation  | Surface      | Partenaire      | Finalistes                            | Score             |          |
| -- | ---------- | ----------------------------------------------- | --------- | --------- | ------------ | --------------- | ------------------------------------- | ----------------- | -------- |
| 1  | 04-04-2016 | Katowice Open Katowice                          | Intern'l  | 250 000 $ | Dur (int.)   | Miyu Kato       | Valentyna Ivakhnenko Marina Melnikova | 3-6, 7-5, [10-8]  | Parcours |
| 2  | 10-09-2018 | Hana-cupid Japan Women's Open Hiroshima         | Intern'l  | 226 750 $ | Dur (ext.)   | Zhang Shuai     | Miyu Kato Makoto Ninomiya             | 6-2, 6-4          | Parcours |
| 3  | 10-01-2022 | Adélaïde International 2 Adélaïde               | WTA 250   | 239 477 $ | Dur (ext.)   | Makoto Ninomiya | Tereza Martincová Markéta Vondroušová | 1-6, 7-64, [10-7] | Parcours |
| 4  | 15-05-2022 | GP SAR La Princesse Lalla Meryem Rabat          | WTA 250   | 251 750 $ | Terre (ext.) | Makoto Ninomiya | Monica Niculescu Alexandra Panova     | 6-77, 6-3, [10-8] | Parcours |
| 5  | 19-06-2022 | Bad Homburg Open by Engel & Völkers Bad Homburg | WTA 250   | 251 750 $ | Gazon (ext.) | Makoto Ninomiya | Alicja Rosolska Erin Routliffe        | 6-4, 65-7, [10-5] | Parcours |
| 6  | 21-10-2024 | Toray Pan Pacific Open Tokyo                    | WTA 500   | 922 573 $ | Dur (ext.)   | Shuko Aoyama    | Ena Shibahara Laura Siegemund         | 6-4, 7-63         | Parcours |

### Finales en double dames
| No | Date       | Nom et lieu du tournoi                                  | Catégorie | Dotation      | Surface      | Vainqueures                             | Partenaire       | Score            |          |
| -- | ---------- | ------------------------------------------------------- | --------- | ------------- | ------------ | --------------------------------------- | ---------------- | ---------------- | -------- |
| 1  | 08-02-2016 | Taiwan Open Kaohsiung                                   | Intern'l  | 500 000 $     | Dur (ext.)   | Chan Hao-ching Chan Yung-jan            | Miyu Kato        | 6-4, 6-3         | Parcours |
| 2  | 01-01-2018 | ASB Classic Auckland                                    | Intern'l  | 250 000 $     | Dur (ext.)   | Sara Errani Bibiane Schoofs             | Miyu Kato        | 7-5, 6-1         | Parcours |
| 3  | 27-05-2018 | Roland-Garros Paris                                     | G. Chelem | 2 454 000 € $ | Terre (ext.) | Barbora Krejčíková Kateřina Siniaková   | Makoto Ninomiya  | 6-3, 6-3         | Parcours |
| 4  | 07-01-2019 | Sydney International Sydney                             | Premier   | 757 900 $     | Dur (ext.)   | Aleksandra Krunić Kateřina Siniaková    | Alicja Rosolska  | 6-1, 7-63        | Parcours |
| 5  | 25-10-2021 | Courmayeur Open Courmayeur                              | WTA 250   | 235 238 $     | Dur (int.)   | Wang Xinyu Zheng Saisai                 | Zhang Shuai      | 6-4, 3-6, [10-5] | Parcours |
| 6  | 25-06-2023 | Bad Homburg Open by Engel & Völkers Bad Homburg         | WTA 250   | 259 303 $     | Gazon (ext.) | Ingrid Gamarra Martins Lidziya Marozava | Monica Niculescu | 6-0, 7-63        | Parcours |
| 7  | 18-09-2023 | Galaxy Holding Group Guangzhou Open Guangzhou           | WTA 250   | NC            | Dur (ext.)   | Guo Hanyu Jiang Xinyu                   | Makoto Ninomiya  | 6-3, 7-64        | Parcours |
| 8  | 25-09-2023 | Toray Pan Pacific Open Tokyo                            | WTA 500   | 780 637 $     | Dur (ext.)   | Ulrikke Eikeri Ingrid Neel              | Makoto Ninomiya  | 3-6, 7-5, [10-5] | Parcours |
| 9  | 16-10-2023 | Jiangxi Open Nanchang                                   | WTA 250   | 259 303 $     | Dur (ext.)   | Laura Siegemund Vera Zvonareva          | Makoto Ninomiya  | 6-4, 6-2         | Parcours |
| 10 | 18-08-2024 | Tennis in the Land powered by Rocket Mortgage Cleveland | WTA 250   | 267 082 $     | Dur (ext.)   | Cristina Bucșa Xu Yifan                 | Shuko Aoyama     | 3-6, 6-3, [10-6] | Parcours |
| 11 | 28-10-2024 | Hong Kong tennis Open Hong Kong                         | WTA 250   | 267 082 $     | Dur (ext.)   | Ulrikke Eikeri Makoto Ninomiya          | Shuko Aoyama     | 6-4, 4-6, [11-9] | Parcours |

### Titres en double en WTA 125
| No | Date       | Nom et lieu du tournoi                                     | Catégorie | Dotation  | Surface      | Partenaire         | Finalistes                      | Score             |          |
| -- | ---------- | ---------------------------------------------------------- | --------- | --------- | ------------ | ------------------ | ------------------------------- | ----------------- | -------- |
| 1  | 21-11-2016 | Hawaii Open presented by Hawaii Tourism Authority Honolulu | WTA 125   | 125 000 $ | Dur (ext.)   | Miyu Kato          | Nicole Gibbs Asia Muhammad      | 63-7, 6-3, [10-8] | Parcours |
| 2  | 16-08-2021 | Chicago Open Chicago                                       | WTA 125   | 115 000 $ | Dur (ext.)   | Peangtarn Plipuech | Mona Barthel Hsieh Yu-chieh     | 7-5, 6-2          | Parcours |
| 3  | 02-05-2022 | Open 35 de Saint-Malo Saint-Malo                           | WTA 125   | 115 000 $ | Terre (ext.) | Makoto Ninomiya    | Estelle Cascino Jessika Ponchet | 7-61, 6-1         | Parcours |

### Finales en double en WTA 125
| No | Date       | Nom et lieu du tournoi                           | Catégorie | Dotation  | Surface      | Vainqueures                     | Partenaire     | Score            |          |
| -- | ---------- | ------------------------------------------------ | --------- | --------- | ------------ | ------------------------------- | -------------- | ---------------- | -------- |
| 1  | 05-08-2013 | Caoxijiu Suzhou Ladies Open Suzhou               | WTA 125   | 125 000 $ | Dur (ext.)   | Tímea Babos Michaëlla Krajicek  | Han Xinyun     | 6-2, 6-2         | Parcours |
| 2  | 01-09-2014 | Huangcangyu WTA Suzhou Ladies Open Suzhou        | WTA 125   | 125 000 $ | Dur (ext.)   | Chan Chin-wei Chuang Chia-jung  | Misa Eguchi    | 6-1, 3-6, [10-7] | Parcours |
| 3  | 20-11-2017 | Hawaii Open by Hawaii Tourism Authority Honolulu | WTA 125   | 125 000 $ | Dur (ext.)   | Hsieh Shu-ying Hsieh Su-wei     | Asia Muhammad  | 6-1, 7-63        | Parcours |
| 4  | 01-05-2023 | Open 35 de Saint-Malo Saint-Malo                 | WTA 125   | 115 000 $ | Terre (ext.) | Greet Minnen Bibiane Schoofs    | Ulrikke Eikeri | 7-67, 7-63       | Tableau  |
| 5  | 10-07-2023 | Nordea Open Båstad                               | WTA 125   | 115 000 $ | Terre (ext.) | Irina Khromacheva Panna Udvardy | Jang Su-jeong  | 4-6, 6-3, [10-5] | Parcours |

## Parcours en Grand Chelem

### En simple dames
| Année | Open d'Australie | Open d'Australie | Internationaux de France | Internationaux de France | Wimbledon | Wimbledon      | US Open | US Open            |
| ----- | ---------------- | ---------------- | ------------------------ | ------------------------ | --------- | -------------- | ------- | ------------------ |
| 2014  | Q2               | Danka Kovinić    | Q2                       | Yulia Putintseva         | Q2        | Irena Pavlovic | Q1      | Barbora Krejčíková |
| 2015  | Q2               | Renata Voráčová  | Q1                       | Alberta Brianti          | Q2        | Hsieh Su-wei   | Q2      | Nao Hibino         |
| 2016  | Q1               | Julia Glushko    | Q1                       | Mandy Minella            | —         | —              | Q3      | Mandy Minella      |
| 2017  | 1er tour (1/64)  | Carina Witthöft  | —                        | —                        | —         | —              | Q1      | Zhu Lin            |
| 2018  | Q1               | Tamara Zidanšek  | Q1                       | Marta Kostyuk            | Q1        | Vera Zvonareva | —       | —                  |

N.B. : à droite du résultat se trouve le nom de l'ultime adversaire.

### En double dames
| Année | Open d'Australie                                                                         | Open d'Australie                                                                        | Internationaux de France                                                            | Internationaux de France                                                            | Wimbledon                                                                                  | Wimbledon | US Open                                                                            | US Open |
| ----- | ---------------------------------------------------------------------------------------- | --------------------------------------------------------------------------------------- | ----------------------------------------------------------------------------------- | ----------------------------------------------------------------------------------- | ------------------------------------------------------------------------------------------ | --------- | ---------------------------------------------------------------------------------- | ------- |
| 2016  | —                                                                                        | —                                                                                       | 2e tour (1/16) N. Hibino \|\| style="text-align:left;" \| M. Hingis S. Mirza        | 2e tour (1/16) M. Kato \|\| style="text-align:left;" \| M. Hingis S. Mirza          | 3e tour (1/8) M. Kato \|\| style="text-align:left;" \| C. Garcia K. Mladenovic             |           |                                                                                    |         |
| 2017  | 1/2 finale M. Kato \|\| style="text-align:left;" \| B. Mattek-Sands L. Šafářová          | 2e tour (1/16) M. Kato \|\| style="text-align:left;" \| A. Barty C. Dellacqua           | 1er tour (1/32) M. Kato \|\| style="text-align:left;" \| M. Adamczak S. Sanders     | 2e tour (1/16) M. Kato \|\| style="text-align:left;" \| Hsieh S-w. M. Niculescu     |                                                                                            |           |                                                                                    |         |
| 2018  | 2e tour (1/16) M. Kato \|\| style="text-align:left;" \| R. Atawo A.-L. Grönefeld         | Finale M. Ninomiya                                                                      | B. Krejčíková K. Siniaková                                                          | 1er tour (1/32) M. Kato \|\| style="text-align:left;" \| T. Babos K. Mladenovic     | 1er tour (1/32) V. Kudermetova \|\| style="text-align:left;" \| S. Stosur Zhang S.         |           |                                                                                    |         |
| 2019  | 2e tour (1/16) A. Rosolska \|\| style="text-align:left;" \| A. Sasnovich T. Townsend     | 1er tour (1/32) M. Ninomiya \|\| style="text-align:left;" \| D. Krawczyk J. Pegula      | —                                                                                   | —                                                                                   | 1er tour (1/32) M. Ninomiya \|\| style="text-align:left;" \| A. Guarachi B. Pera           |           |                                                                                    |         |
|       |                                                                                          |                                                                                         |                                                                                     |                                                                                     |                                                                                            |           |                                                                                    |         |
| 2021  | —                                                                                        | —                                                                                       | —                                                                                   | —                                                                                   | —                                                                                          | —         | 2e tour (1/16) A. Rosolska \|\| style="text-align:left;" \| S. Aoyama E. Shibahara |         |
| 2022  | 2e tour (1/16) M. Ninomiya \|\| style="text-align:left;" \| C. Dolehide S. Sanders       | 1er tour (1/32) M. Ninomiya \|\| style="text-align:left;" \| A. Danilina B. Haddad Maia | —                                                                                   | —                                                                                   | 1er tour (1/32) M. Ninomiya \|\| style="text-align:left;" \| K. Flipkens S. Sorribes Tormo |           |                                                                                    |         |
| 2023  | 1er tour (1/32) T. Zidanšek \|\| style="text-align:left;" \| A. Kalinina A. Van Uytvanck | 2e tour (1/16) U. Eikeri \|\| style="text-align:left;" \| M. Bouzková S. Sorribes Tormo | 2e tour (1/16) R. Masarova \|\| style="text-align:left;" \| C. Dolehide Zhang S.    | 1er tour (1/32) L. Bronzetti \|\| style="text-align:left;" \| Ka. Plíšková D. Vekić |                                                                                            |           |                                                                                    |         |
| 2024  | 2e tour (1/16) M. Ninomiya \|\| style="text-align:left;" \| Guo H. Jiang X.              | 2e tour (1/16) M. Ninomiya \|\| style="text-align:left;" \| L. Fernandez E. Routliffe   | 1er tour (1/32) M. Uchijima \|\| style="text-align:left;" \| A. Blinkova M. Sherif  | 1er tour (1/32) S. Aoyama \|\| style="text-align:left;" \| D. Schuurs L. Stefani    |                                                                                            |           |                                                                                    |         |
| 2025  | 2e tour (1/16) S. Aoyama \|\| style="text-align:left;" \| K. Siniaková T. Townsend       | 1/2 finale U. Eikeri \|\| style="text-align:left;" \| A. Danilina A. Krunić             | 2e tour (1/16) A. Sutjiadi \|\| style="text-align:left;" \| Zhang S. E. Alexandrova |                                                                                     |                                                                                            |           |                                                                                    |         |

N.B. : le nom de la partenaire se trouve sous le résultat ; les noms des ultimes adversaires se trouvent à droite.

### En double mixte
| Année | Open d'Australie | Open d'Australie | Internationaux de France                                                              | Internationaux de France | Wimbledon                                                                          | Wimbledon | US Open | US Open |
| ----- | ---------------- | ---------------- | ------------------------------------------------------------------------------------- | ------------------------ | ---------------------------------------------------------------------------------- | --------- | ------- | ------- |
| 2017  | —                | —                | —                                                                                     | —                        | 2e tour (1/16) P. Raja \|\| style="text-align:left;" \| A. Klepač D. Nestor        | —         | —       |         |
| 2018  | —                | —                | —                                                                                     | —                        | 3e tour (1/8) B. McLachlan \|\| style="text-align:left;" \| D. Schuurs J.-J. Rojer | —         | —       |         |
| 2019  | —                | —                | 1er tour (1/32) B. McLachlan \|\| style="text-align:left;" \| M.J. Sánchez N. Skupski | —                        | —                                                                                  | —         | —       |         |

N.B. : le nom du partenaire se trouve sous le résultat ; les noms des ultimes adversaires se trouvent à droite.

## Parcours aux Jeux olympiques

### En double dames
| # | Date       | Nom de l'olympiade          | Surface    | Résultat      | Partenaire | Ultimes adversaires                 | Score         |          |
| - | ---------- | --------------------------- | ---------- | ------------- | ---------- | ----------------------------------- | ------------- | -------- |
| 1 | 06/08/2016 | Olympic Tennis Event Brésil | Dur (ext.) | 2e tour (1/8) | Misaki Doi | Daria Kasatkina Svetlana Kuznetsova | 6-4, 1-6, 6-1 | Parcours |

## Classements WTA en fin de saison
| Année          | 2012 | 2013 | 2014 | 2015 | 2016 | 2017 | 2018 | 2019 | 2020 | 2021 | 2022 | 2023 | 2024 |
| Rang en simple | 403  | 218  | 170  | 193  | 224  | 172  | 293  | 360  | 373  | 402  | 572  | 660  | –    |
| Rang en double | 331  | 177  | 142  | 83   | 54   | 43   | 31   | 83   | 144  | 67   | 37   | 48   | 45   |

Source : (en) Classements de Eri Hozumi sur le site officiel de la Fédération internationale de tennis